# MediaFire
MediaFire是一家存放用户文件和圖像的服務網站，2006年創立於美國德克萨斯州休士頓。

## 用法
此服務允許免費用戶上傳最大200MB單個檔案，付費用戶10GB檔案。用戶上傳的檔案會得到特殊的網址供需要下載的用戶使用。上傳的檔案在正常情況下將會被無限期保留，唯此服務將會根據用戶的活躍度和服務條款作出檔案刪除，不過服務商並沒有為刪除檔案的準則定立準確的界線。 Mediafire將會在刪除用戶檔案時寄送至少3封電子郵件提醒。未來將可上傳25MB以下的圖片並可以相簿模式瀏覽。

## 提供服務
MediaFire創立初期為所有注冊用戶提供無限上傳空間，直至2012年7月中，所有用戶只有最多50GB空間，付費用戶按類別分別有最多250GB和1000GB空間。
上傳檔案方面，免費用戶一直維持最大200MB，付費用戶則一按類別分別為最大4GB和10GB。
於MediaFire下載檔案，並不需要等待、輸入驗證碼（同一IP在短時間內多次下載除外），且沒有流量限制及同一時間可下載多個檔案，但是必須開啟cookie功能。
2008年8月，MediaFire開始提供更多功能的MediaFire Pro（“MediaPro”）服務。付費用戶可以上傳ZIP或RAR檔案、並享有遠端上傳和零廣告環境。但免費用戶下載速度則繼續有限制至今。
2013年3月底，MediaFire再次改制：取消“個人（Personal）”用戶類別；“免費（Free）”用戶容量再次調低至10GB，其最高容量仍可達50GB，但需完成指定任務；“Pro”用戶分3類：100GB、200GB、500GB；“Business”用戶提供1TB至100TB容量，同時調整價格。各用戶權限亦有所調整。

## 外部連結
- 官方网站（英文）
- MediaFire知識集 （页面存档备份，存于）（英文）